# 1999年のアメリカンリーグチャンピオンシップシリーズ
1999年の野球において、メジャーリーグベースボール（MLB）のポストシーズンは10月5日に開幕した。アメリカンリーグの第30回リーグチャンピオンシップシリーズ（30th American League Championship Series、以下「リーグ優勝決定戦」と表記）は、13日から18日にかけて計5試合が開催された。その結果、ニューヨーク・ヤンキース（東地区）がボストン・レッドソックス（同）を4勝1敗で下し、2年連続36回目のリーグ優勝およびワールドシリーズ進出を果たした。
両球団はスポーツ界屈指のライバル関係にあるが、ポストシーズンで対戦するのはこれが初めて。この年のレギュラーシーズンでは両球団は12試合対戦し、レッドソックスが8勝4敗と勝ち越していた。今シリーズは、第3戦こそヤンキースにとって球団ポストシーズン史上最大となる12点差の大敗となったものの、その他の4試合はヤンキースが全勝した。シリーズMVPには、第1戦と第5戦の2試合に先発登板して計15.0イニングを投げ、1勝0敗・防御率1.80という成績を残したヤンキースのオーランド・ヘルナンデスが選出された。このあとヤンキースは、ワールドシリーズでもナショナルリーグ王者アトランタ・ブレーブスを4勝0敗で下し、2年連続25度目の優勝を成し遂げた。結果的には、ヤンキースがこの年のポストシーズン全12試合で喫した敗戦は、今シリーズ第3戦の1試合のみとなった。
今シリーズ第2戦が開催されたヤンキー・スタジアムの客席に、当時日本プロ野球・読売ジャイアンツに所属する松井秀喜の姿があった。松井は、球場の持つ空気に触れ「当時、3年後にFAを取れることは分かっていた。FAを取って、じゃあ行きたいとなったら、ここでやりたいと思った」と意識するようになった。実際に松井は、2002年シーズン終了後にFA権を行使してヤンキースへ移籍し、2009年にはワールドシリーズ制覇を経験、自身も同シリーズMVPを受賞する活躍を見せることとなる。

## 試合結果
1999年のアメリカンリーグ優勝決定戦は10月13日に開幕し、途中に移動日を挟んで6日間で5試合が行われた。日程・結果は以下の通り。
| 日付                                                     | 試合  | ビジター球団（先攻）     | スコア | ホーム球団（後攻）       | 開催球場             | 開催球場                                 |
| -------------------------------------------------------- | ----- | ------------------------ | ------ | ------------------------ | -------------------- | ---------------------------------------- |
| 10月13日（水）                                           | 第1戦 | ボストン・レッドソックス | 3－4x  | ニューヨーク・ヤンキース | ヤンキー・スタジアム | ヤンキー・スタジアムフェンウェイ・パーク |
| 10月14日（木）                                           | 第2戦 | ボストン・レッドソックス | 2－3   | ニューヨーク・ヤンキース | ヤンキー・スタジアム | ヤンキー・スタジアムフェンウェイ・パーク |
| 10月15日（金）                                           |       | 移動日                   | 移動日 | 移動日                   |                      | ヤンキー・スタジアムフェンウェイ・パーク |
| 10月16日（土）                                           | 第3戦 | ニューヨーク・ヤンキース | 1－13  | ボストン・レッドソックス | フェンウェイ・パーク | ヤンキー・スタジアムフェンウェイ・パーク |
| 10月17日（日）                                           | 第4戦 | ニューヨーク・ヤンキース | 9－2   | ボストン・レッドソックス | フェンウェイ・パーク | ヤンキー・スタジアムフェンウェイ・パーク |
| 10月18日（月）                                           | 第5戦 | ニューヨーク・ヤンキース | 6－1   | ボストン・レッドソックス | フェンウェイ・パーク | ヤンキー・スタジアムフェンウェイ・パーク |
| 優勝：ニューヨーク・ヤンキース（4勝1敗 / 2年連続36度目） |       |                          |        |                          |                      | ヤンキー・スタジアムフェンウェイ・パーク |

### 第1戦 10月13日
- ヤンキー・スタジアム（ニューヨーク州ニューヨーク市ブロンクス区）

|                          | 1 | 2 | 3 | 4 | 5 | 6 | 7 | 8 | 9 | 10 | R | H  | E |
| ------------------------ | - | - | - | - | - | - | - | - | - | -- | - | -- | - |
| ボストン・レッドソックス | 2 | 1 | 0 | 0 | 0 | 0 | 0 | 0 | 0 | 0  | 3 | 8  | 3 |
| ニューヨーク・ヤンキース | 0 | 2 | 0 | 0 | 0 | 0 | 1 | 0 | 0 | 1x | 4 | 10 | 1 |

1. 勝利：マリアノ・リベラ（1勝）
2. 敗戦：ロッド・ベック（1敗）
3. 本塁打
NYY：スコット・ブロシアス1号2ラン、バーニー・ウィリアムス1号ソロ
4. 審判
［球審］ティム・マクレランド
［塁審］一塁: ダン・モリソン、二塁: リック・リード、三塁: アル・クラーク
［外審］左翼: デイル・スコット、右翼: ティム・チダ
5. 試合開始時刻: 東部夏時間（UTC-4）午後8時17分  試合時間: 3時間39分  観客: 5万7181人  気温: 66°F（18.9°C）
詳細: Baseball-Reference.com

| ボストン・レッドソックス | ボストン・レッドソックス | ボストン・レッドソックス | ボストン・レッドソックス | ボストン・レッドソックス | ニューヨーク・ヤンキース | ニューヨーク・ヤンキース | ニューヨーク・ヤンキース | ニューヨーク・ヤンキース | ニューヨーク・ヤンキース |
| ------------------------ | ------------------------ | ------------------------ | ------------------------ | --- | ------------------------ | ------------------------ | ------------------------ | ------------------------ | --- |
| 打順                     | 守備                     | 選手                     | 打席                     | K・マーカーJ・バリテックM・スタンリーJ・オファーマンJ・バレン · ティンN・ガルシアパーラT・オレアリーD・ルイスT・ニクソンB・ドーバック | 打順                     | 守備                     | 選手                     | 打席                     | O・ヘルナンデスJ・ポサダT・マルティ · ネスC・ノブロックS・ブロシアスD・ジーターS・スペンサーB・ウィリアムスP・オニールC・デービス |
| 1                        | 二                       | J・オファーマン          | 両                       | K・マーカーJ・バリテックM・スタンリーJ・オファーマンJ・バレン · ティンN・ガルシアパーラT・オレアリーD・ルイスT・ニクソンB・ドーバック | 1                        | 二                       | C・ノブロック            | 右                       | O・ヘルナンデスJ・ポサダT・マルティ · ネスC・ノブロックS・ブロシアスD・ジーターS・スペンサーB・ウィリアムスP・オニールC・デービス |
| 2                        | 三                       | J・バレンティン          | 右                       | K・マーカーJ・バリテックM・スタンリーJ・オファーマンJ・バレン · ティンN・ガルシアパーラT・オレアリーD・ルイスT・ニクソンB・ドーバック | 2                        | 遊                       | D・ジーター              | 右                       | O・ヘルナンデスJ・ポサダT・マルティ · ネスC・ノブロックS・ブロシアスD・ジーターS・スペンサーB・ウィリアムスP・オニールC・デービス |
| 3                        | DH                       | B・ドーバック            | 左                       | K・マーカーJ・バリテックM・スタンリーJ・オファーマンJ・バレン · ティンN・ガルシアパーラT・オレアリーD・ルイスT・ニクソンB・ドーバック | 3                        | 右                       | P・オニール              | 左                       | O・ヘルナンデスJ・ポサダT・マルティ · ネスC・ノブロックS・ブロシアスD・ジーターS・スペンサーB・ウィリアムスP・オニールC・デービス |
| 4                        | 遊                       | N・ガルシアパーラ        | 右                       | K・マーカーJ・バリテックM・スタンリーJ・オファーマンJ・バレン · ティンN・ガルシアパーラT・オレアリーD・ルイスT・ニクソンB・ドーバック | 4                        | 中                       | B・ウィリアムス          | 両                       | O・ヘルナンデスJ・ポサダT・マルティ · ネスC・ノブロックS・ブロシアスD・ジーターS・スペンサーB・ウィリアムスP・オニールC・デービス |
| 5                        | 左                       | T・オレアリー            | 左                       | K・マーカーJ・バリテックM・スタンリーJ・オファーマンJ・バレン · ティンN・ガルシアパーラT・オレアリーD・ルイスT・ニクソンB・ドーバック | 5                        | DH                       | C・デービス              | 両                       | O・ヘルナンデスJ・ポサダT・マルティ · ネスC・ノブロックS・ブロシアスD・ジーターS・スペンサーB・ウィリアムスP・オニールC・デービス |
| 6                        | 一                       | M・スタンリー            | 右                       | K・マーカーJ・バリテックM・スタンリーJ・オファーマンJ・バレン · ティンN・ガルシアパーラT・オレアリーD・ルイスT・ニクソンB・ドーバック | 6                        | 一                       | T・マルティネス          | 左                       | O・ヘルナンデスJ・ポサダT・マルティ · ネスC・ノブロックS・ブロシアスD・ジーターS・スペンサーB・ウィリアムスP・オニールC・デービス |
| 7                        | 捕                       | J・バリテック            | 両                       | K・マーカーJ・バリテックM・スタンリーJ・オファーマンJ・バレン · ティンN・ガルシアパーラT・オレアリーD・ルイスT・ニクソンB・ドーバック | 7                        | 捕                       | J・ポサダ                | 両                       | O・ヘルナンデスJ・ポサダT・マルティ · ネスC・ノブロックS・ブロシアスD・ジーターS・スペンサーB・ウィリアムスP・オニールC・デービス |
| 8                        | 中                       | D・ルイス                | 右                       | K・マーカーJ・バリテックM・スタンリーJ・オファーマンJ・バレン · ティンN・ガルシアパーラT・オレアリーD・ルイスT・ニクソンB・ドーバック | 8                        | 左                       | S・スペンサー            | 右                       | O・ヘルナンデスJ・ポサダT・マルティ · ネスC・ノブロックS・ブロシアスD・ジーターS・スペンサーB・ウィリアムスP・オニールC・デービス |
| 9                        | 右                       | T・ニクソン              | 左                       | K・マーカーJ・バリテックM・スタンリーJ・オファーマンJ・バレン · ティンN・ガルシアパーラT・オレアリーD・ルイスT・ニクソンB・ドーバック | 9                        | 三                       | S・ブロシアス            | 右                       | O・ヘルナンデスJ・ポサダT・マルティ · ネスC・ノブロックS・ブロシアスD・ジーターS・スペンサーB・ウィリアムスP・オニールC・デービス |
| 先発投手                 | 先発投手                 | 先発投手                 | 投球                     | K・マーカーJ・バリテックM・スタンリーJ・オファーマンJ・バレン · ティンN・ガルシアパーラT・オレアリーD・ルイスT・ニクソンB・ドーバック | 先発投手                 | 先発投手                 | 先発投手                 | 投球                     | O・ヘルナンデスJ・ポサダT・マルティ · ネスC・ノブロックS・ブロシアスD・ジーターS・スペンサーB・ウィリアムスP・オニールC・デービス |
| K・マーカー              | K・マーカー              | K・マーカー              | 左                       | K・マーカーJ・バリテックM・スタンリーJ・オファーマンJ・バレン · ティンN・ガルシアパーラT・オレアリーD・ルイスT・ニクソンB・ドーバック | O・ヘルナンデス          | O・ヘルナンデス          | O・ヘルナンデス          | 右                       | O・ヘルナンデスJ・ポサダT・マルティ · ネスC・ノブロックS・ブロシアスD・ジーターS・スペンサーB・ウィリアムスP・オニールC・デービス |

### 第2戦 10月14日
- ヤンキー・スタジアム（ニューヨーク州ニューヨーク市ブロンクス区）

|                          | 1 | 2 | 3 | 4 | 5 | 6 | 7 | 8 | 9 | R | H  | E |
| ------------------------ | - | - | - | - | - | - | - | - | - | - | -- | - |
| ボストン・レッドソックス | 0 | 0 | 0 | 0 | 2 | 0 | 0 | 0 | 0 | 2 | 10 | 0 |
| ニューヨーク・ヤンキース | 0 | 0 | 0 | 1 | 0 | 0 | 2 | 0 | X | 3 | 7  | 0 |

1. 勝利：デビッド・コーン（1勝）
2. セーブ：マリアノ・リベラ（1勝1S）
3. 敗戦：ラモン・マルティネス（1敗）
4. 本塁打
BOS：ノマー・ガルシアパーラ1号2ラン
NYY：ティノ・マルティネス1号ソロ
5. 審判
［球審］ダン・モリソン
［塁審］一塁: リック・リード、二塁: アル・クラーク、三塁: デイル・スコット
［外審］左翼: ティム・チダ、右翼: ティム・マクレランド
6. 試合開始時刻: 東部夏時間（UTC-4）午後8時17分  試合時間: 3時間46分  観客: 5万7180人  気温: 50°F（10°C）
詳細: Baseball-Reference.com

| ボストン・レッドソックス | ボストン・レッドソックス | ボストン・レッドソックス | ボストン・レッドソックス | ボストン・レッドソックス | ニューヨーク・ヤンキース | ニューヨーク・ヤンキース | ニューヨーク・ヤンキース | ニューヨーク・ヤンキース | ニューヨーク・ヤンキース |
| ------------------------ | ------------------------ | ------------------------ | ------------------------ | --- | ------------------------ | ------------------------ | ------------------------ | ------------------------ | --- |
| 打順                     | 守備                     | 選手                     | 打席                     | R・マルティネスJ・バリテックM・スタンリーJ・オファーマンJ・バレン · ティンN・ガルシアパーラT・オレアリーD・ルイスT・ニクソンB・ドーバック | 打順                     | 守備                     | 選手                     | 打席                     | D・コーンJ・ジラルディT・マルティ · ネスC・ノブロックS・ブロシアスD・ジーターR・レディB・ウィリアムスP・オニールD・ストロベリー |
| 1                        | 二                       | J・オファーマン          | 両                       | R・マルティネスJ・バリテックM・スタンリーJ・オファーマンJ・バレン · ティンN・ガルシアパーラT・オレアリーD・ルイスT・ニクソンB・ドーバック | 1                        | 二                       | C・ノブロック            | 右                       | D・コーンJ・ジラルディT・マルティ · ネスC・ノブロックS・ブロシアスD・ジーターR・レディB・ウィリアムスP・オニールD・ストロベリー |
| 2                        | 三                       | J・バレンティン          | 右                       | R・マルティネスJ・バリテックM・スタンリーJ・オファーマンJ・バレン · ティンN・ガルシアパーラT・オレアリーD・ルイスT・ニクソンB・ドーバック | 2                        | 遊                       | D・ジーター              | 右                       | D・コーンJ・ジラルディT・マルティ · ネスC・ノブロックS・ブロシアスD・ジーターR・レディB・ウィリアムスP・オニールD・ストロベリー |
| 3                        | DH                       | B・ドーバック            | 左                       | R・マルティネスJ・バリテックM・スタンリーJ・オファーマンJ・バレン · ティンN・ガルシアパーラT・オレアリーD・ルイスT・ニクソンB・ドーバック | 3                        | 右                       | P・オニール              | 左                       | D・コーンJ・ジラルディT・マルティ · ネスC・ノブロックS・ブロシアスD・ジーターR・レディB・ウィリアムスP・オニールD・ストロベリー |
| 4                        | 遊                       | N・ガルシアパーラ        | 右                       | R・マルティネスJ・バリテックM・スタンリーJ・オファーマンJ・バレン · ティンN・ガルシアパーラT・オレアリーD・ルイスT・ニクソンB・ドーバック | 4                        | 中                       | B・ウィリアムス          | 両                       | D・コーンJ・ジラルディT・マルティ · ネスC・ノブロックS・ブロシアスD・ジーターR・レディB・ウィリアムスP・オニールD・ストロベリー |
| 5                        | 左                       | T・オレアリー            | 左                       | R・マルティネスJ・バリテックM・スタンリーJ・オファーマンJ・バレン · ティンN・ガルシアパーラT・オレアリーD・ルイスT・ニクソンB・ドーバック | 5                        | 一                       | T・マルティネス          | 左                       | D・コーンJ・ジラルディT・マルティ · ネスC・ノブロックS・ブロシアスD・ジーターR・レディB・ウィリアムスP・オニールD・ストロベリー |
| 6                        | 一                       | M・スタンリー            | 右                       | R・マルティネスJ・バリテックM・スタンリーJ・オファーマンJ・バレン · ティンN・ガルシアパーラT・オレアリーD・ルイスT・ニクソンB・ドーバック | 6                        | DH                       | D・ストロベリー          | 左                       | D・コーンJ・ジラルディT・マルティ · ネスC・ノブロックS・ブロシアスD・ジーターR・レディB・ウィリアムスP・オニールD・ストロベリー |
| 7                        | 捕                       | J・バリテック            | 両                       | R・マルティネスJ・バリテックM・スタンリーJ・オファーマンJ・バレン · ティンN・ガルシアパーラT・オレアリーD・ルイスT・ニクソンB・ドーバック | 7                        | 左                       | R・レディ                | 左                       | D・コーンJ・ジラルディT・マルティ · ネスC・ノブロックS・ブロシアスD・ジーターR・レディB・ウィリアムスP・オニールD・ストロベリー |
| 8                        | 中                       | D・ルイス                | 右                       | R・マルティネスJ・バリテックM・スタンリーJ・オファーマンJ・バレン · ティンN・ガルシアパーラT・オレアリーD・ルイスT・ニクソンB・ドーバック | 8                        | 三                       | S・ブロシアス            | 右                       | D・コーンJ・ジラルディT・マルティ · ネスC・ノブロックS・ブロシアスD・ジーターR・レディB・ウィリアムスP・オニールD・ストロベリー |
| 9                        | 右                       | T・ニクソン              | 左                       | R・マルティネスJ・バリテックM・スタンリーJ・オファーマンJ・バレン · ティンN・ガルシアパーラT・オレアリーD・ルイスT・ニクソンB・ドーバック | 9                        | 捕                       | J・ジラルディ            | 右                       | D・コーンJ・ジラルディT・マルティ · ネスC・ノブロックS・ブロシアスD・ジーターR・レディB・ウィリアムスP・オニールD・ストロベリー |
| 先発投手                 | 先発投手                 | 先発投手                 | 投球                     | R・マルティネスJ・バリテックM・スタンリーJ・オファーマンJ・バレン · ティンN・ガルシアパーラT・オレアリーD・ルイスT・ニクソンB・ドーバック | 先発投手                 | 先発投手                 | 先発投手                 | 投球                     | D・コーンJ・ジラルディT・マルティ · ネスC・ノブロックS・ブロシアスD・ジーターR・レディB・ウィリアムスP・オニールD・ストロベリー |
| R・マルティネス          | R・マルティネス          | R・マルティネス          | 右                       | R・マルティネスJ・バリテックM・スタンリーJ・オファーマンJ・バレン · ティンN・ガルシアパーラT・オレアリーD・ルイスT・ニクソンB・ドーバック | D・コーン                | D・コーン                | D・コーン                | 右                       | D・コーンJ・ジラルディT・マルティ · ネスC・ノブロックS・ブロシアスD・ジーターR・レディB・ウィリアムスP・オニールD・ストロベリー |

### 第3戦 10月16日
- フェンウェイ・パーク（マサチューセッツ州ボストン）

|                          | 1 | 2 | 3 | 4 | 5 | 6 | 7 | 8 | 9 | R  | H  | E |
| ------------------------ | - | - | - | - | - | - | - | - | - | -- | -- | - |
| ニューヨーク・ヤンキース | 0 | 0 | 0 | 0 | 0 | 0 | 0 | 1 | 0 | 1  | 3  | 3 |
| ボストン・レッドソックス | 2 | 2 | 2 | 0 | 2 | 1 | 4 | 0 | X | 13 | 21 | 1 |

1. 勝利：ペドロ・マルティネス（1勝）
2. 敗戦：ロジャー・クレメンス（1敗）
3. 本塁打
NYY：スコット・ブロシアス2号ソロ
BOS：ジョン・バレンティン1号2ラン、ブライアン・ドーバック1号2ラン、ノマー・ガルシアパーラ2号2ラン
4. 審判
［球審］リック・リード
［塁審］一塁: アル・クラーク、二塁: デイル・スコット、三塁: ティム・チダ
［外審］左翼: ティム・マクレランド、右翼: ダン・モリソン
5. 試合開始時刻: 東部夏時間（UTC-4）午後4時22分  試合時間: 3時間14分  観客: 3万3190人  気温: 73°F（22.8°C）
詳細: Baseball-Reference.com

| ニューヨーク・ヤンキース | ニューヨーク・ヤンキース | ニューヨーク・ヤンキース | ニューヨーク・ヤンキース | ニューヨーク・ヤンキース | ボストン・レッドソックス | ボストン・レッドソックス | ボストン・レッドソックス | ボストン・レッドソックス | ボストン・レッドソックス |
| ------------------------ | ------------------------ | ------------------------ | ------------------------ | --- | ------------------------ | ------------------------ | ------------------------ | ------------------------ | --- |
| 打順                     | 守備                     | 選手                     | 打席                     | R・クレメンスJ・ジラルディT・マルティ · ネスC・ノブロックS・ブロシアスD・ジーターR・レディB・ウィリアムスP・オニールC・デービス | 打順                     | 守備                     | 選手                     | 打席                     | P・マルティネスJ・バリテックM・スタンリーJ・オファーマンJ・バレン · ティンN・ガルシアパーラT・オレアリーD・ルイスT・ニクソンB・ドーバック |
| 1                        | 二                       | C・ノブロック            | 右                       | R・クレメンスJ・ジラルディT・マルティ · ネスC・ノブロックS・ブロシアスD・ジーターR・レディB・ウィリアムスP・オニールC・デービス | 1                        | 二                       | J・オファーマン          | 両                       | P・マルティネスJ・バリテックM・スタンリーJ・オファーマンJ・バレン · ティンN・ガルシアパーラT・オレアリーD・ルイスT・ニクソンB・ドーバック |
| 2                        | 遊                       | D・ジーター              | 右                       | R・クレメンスJ・ジラルディT・マルティ · ネスC・ノブロックS・ブロシアスD・ジーターR・レディB・ウィリアムスP・オニールC・デービス | 2                        | 三                       | J・バレンティン          | 右                       | P・マルティネスJ・バリテックM・スタンリーJ・オファーマンJ・バレン · ティンN・ガルシアパーラT・オレアリーD・ルイスT・ニクソンB・ドーバック |
| 3                        | 右                       | P・オニール              | 左                       | R・クレメンスJ・ジラルディT・マルティ · ネスC・ノブロックS・ブロシアスD・ジーターR・レディB・ウィリアムスP・オニールC・デービス | 3                        | 捕                       | J・バリテック            | 両                       | P・マルティネスJ・バリテックM・スタンリーJ・オファーマンJ・バレン · ティンN・ガルシアパーラT・オレアリーD・ルイスT・ニクソンB・ドーバック |
| 4                        | 中                       | B・ウィリアムス          | 両                       | R・クレメンスJ・ジラルディT・マルティ · ネスC・ノブロックS・ブロシアスD・ジーターR・レディB・ウィリアムスP・オニールC・デービス | 4                        | 遊                       | N・ガルシアパーラ        | 右                       | P・マルティネスJ・バリテックM・スタンリーJ・オファーマンJ・バレン · ティンN・ガルシアパーラT・オレアリーD・ルイスT・ニクソンB・ドーバック |
| 5                        | 一                       | T・マルティネス          | 左                       | R・クレメンスJ・ジラルディT・マルティ · ネスC・ノブロックS・ブロシアスD・ジーターR・レディB・ウィリアムスP・オニールC・デービス | 5                        | 左                       | T・オレアリー            | 左                       | P・マルティネスJ・バリテックM・スタンリーJ・オファーマンJ・バレン · ティンN・ガルシアパーラT・オレアリーD・ルイスT・ニクソンB・ドーバック |
| 6                        | DH                       | C・デービス              | 両                       | R・クレメンスJ・ジラルディT・マルティ · ネスC・ノブロックS・ブロシアスD・ジーターR・レディB・ウィリアムスP・オニールC・デービス | 6                        | 一                       | M・スタンリー            | 右                       | P・マルティネスJ・バリテックM・スタンリーJ・オファーマンJ・バレン · ティンN・ガルシアパーラT・オレアリーD・ルイスT・ニクソンB・ドーバック |
| 7                        | 左                       | R・レディ                | 左                       | R・クレメンスJ・ジラルディT・マルティ · ネスC・ノブロックS・ブロシアスD・ジーターR・レディB・ウィリアムスP・オニールC・デービス | 7                        | DH                       | B・ドーバック            | 左                       | P・マルティネスJ・バリテックM・スタンリーJ・オファーマンJ・バレン · ティンN・ガルシアパーラT・オレアリーD・ルイスT・ニクソンB・ドーバック |
| 8                        | 三                       | S・ブロシアス            | 右                       | R・クレメンスJ・ジラルディT・マルティ · ネスC・ノブロックS・ブロシアスD・ジーターR・レディB・ウィリアムスP・オニールC・デービス | 8                        | 中                       | D・ルイス                | 右                       | P・マルティネスJ・バリテックM・スタンリーJ・オファーマンJ・バレン · ティンN・ガルシアパーラT・オレアリーD・ルイスT・ニクソンB・ドーバック |
| 9                        | 捕                       | J・ジラルディ            | 右                       | R・クレメンスJ・ジラルディT・マルティ · ネスC・ノブロックS・ブロシアスD・ジーターR・レディB・ウィリアムスP・オニールC・デービス | 9                        | 右                       | T・ニクソン              | 左                       | P・マルティネスJ・バリテックM・スタンリーJ・オファーマンJ・バレン · ティンN・ガルシアパーラT・オレアリーD・ルイスT・ニクソンB・ドーバック |
| 先発投手                 | 先発投手                 | 先発投手                 | 投球                     | R・クレメンスJ・ジラルディT・マルティ · ネスC・ノブロックS・ブロシアスD・ジーターR・レディB・ウィリアムスP・オニールC・デービス | 先発投手                 | 先発投手                 | 先発投手                 | 投球                     | P・マルティネスJ・バリテックM・スタンリーJ・オファーマンJ・バレン · ティンN・ガルシアパーラT・オレアリーD・ルイスT・ニクソンB・ドーバック |
| R・クレメンス            | R・クレメンス            | R・クレメンス            | 右                       | R・クレメンスJ・ジラルディT・マルティ · ネスC・ノブロックS・ブロシアスD・ジーターR・レディB・ウィリアムスP・オニールC・デービス | P・マルティネス          | P・マルティネス          | P・マルティネス          | 右                       | P・マルティネスJ・バリテックM・スタンリーJ・オファーマンJ・バレン · ティンN・ガルシアパーラT・オレアリーD・ルイスT・ニクソンB・ドーバック |

### 第4戦 10月17日
- フェンウェイ・パーク（マサチューセッツ州ボストン）

|                          | 1 | 2 | 3 | 4 | 5 | 6 | 7 | 8 | 9 | R | H  | E |
| ------------------------ | - | - | - | - | - | - | - | - | - | - | -- | - |
| ニューヨーク・ヤンキース | 0 | 1 | 0 | 2 | 0 | 0 | 0 | 0 | 6 | 9 | 11 | 0 |
| ボストン・レッドソックス | 0 | 1 | 1 | 0 | 0 | 0 | 0 | 0 | 0 | 2 | 10 | 4 |

1. 勝利：アンディ・ペティット（1勝）
2. セーブ：マリアノ・リベラ（1勝2S）
3. 敗戦：ブレット・セイバーヘイゲン（1敗）
4. 本塁打
NYY：ダリル・ストロベリー1号ソロ、リッキー・レディ1号満塁
5. 審判
［球審］アル・クラーク
［塁審］一塁: デイル・スコット、二塁: ティム・チダ、三塁: ティム・マクレランド
［外審］左翼: ダン・モリソン、右翼: リック・リード
6. 試合開始時刻: 東部夏時間（UTC-4）午後7時50分  試合時間: 3時間39分  観客: 3万3586人  気温: 72°F（22.2°C）
詳細: Baseball-Reference.com

| ニューヨーク・ヤンキース | ニューヨーク・ヤンキース | ニューヨーク・ヤンキース | ニューヨーク・ヤンキース | ニューヨーク・ヤンキース | ボストン・レッドソックス | ボストン・レッドソックス | ボストン・レッドソックス | ボストン・レッドソックス | ボストン・レッドソックス |
| ------------------------ | ------------------------ | ------------------------ | ------------------------ | --- | ------------------------ | ------------------------ | ------------------------ | ------------------------ | --- |
| 打順                     | 守備                     | 選手                     | 打席                     | A・ペティットJ・ジラルディT・マルティ · ネスC・ノブロックS・ブロシアスD・ジーターC・カーティスB・ウィリアムスP・オニールD・ストロベリー | 打順                     | 守備                     | 選手                     | 打席                     | B・セイバーヘイゲンJ・バリテックM・スタンリーJ・オファーマンJ・バレン · ティンN・ガルシアパーラT・オレアリーD・ビュフォードD・ルイスB・ハスキー |
| 1                        | 二                       | C・ノブロック            | 右                       | A・ペティットJ・ジラルディT・マルティ · ネスC・ノブロックS・ブロシアスD・ジーターC・カーティスB・ウィリアムスP・オニールD・ストロベリー | 1                        | 二                       | J・オファーマン          | 両                       | B・セイバーヘイゲンJ・バリテックM・スタンリーJ・オファーマンJ・バレン · ティンN・ガルシアパーラT・オレアリーD・ビュフォードD・ルイスB・ハスキー |
| 2                        | 遊                       | D・ジーター              | 右                       | A・ペティットJ・ジラルディT・マルティ · ネスC・ノブロックS・ブロシアスD・ジーターC・カーティスB・ウィリアムスP・オニールD・ストロベリー | 2                        | 三                       | J・バレンティン          | 右                       | B・セイバーヘイゲンJ・バリテックM・スタンリーJ・オファーマンJ・バレン · ティンN・ガルシアパーラT・オレアリーD・ビュフォードD・ルイスB・ハスキー |
| 3                        | 右                       | P・オニール              | 左                       | A・ペティットJ・ジラルディT・マルティ · ネスC・ノブロックS・ブロシアスD・ジーターC・カーティスB・ウィリアムスP・オニールD・ストロベリー | 3                        | 遊                       | N・ガルシアパーラ        | 右                       | B・セイバーヘイゲンJ・バリテックM・スタンリーJ・オファーマンJ・バレン · ティンN・ガルシアパーラT・オレアリーD・ビュフォードD・ルイスB・ハスキー |
| 4                        | 中                       | B・ウィリアムス          | 両                       | A・ペティットJ・ジラルディT・マルティ · ネスC・ノブロックS・ブロシアスD・ジーターC・カーティスB・ウィリアムスP・オニールD・ストロベリー | 4                        | 一                       | M・スタンリー            | 右                       | B・セイバーヘイゲンJ・バリテックM・スタンリーJ・オファーマンJ・バレン · ティンN・ガルシアパーラT・オレアリーD・ビュフォードD・ルイスB・ハスキー |
| 5                        | 一                       | T・マルティネス          | 左                       | A・ペティットJ・ジラルディT・マルティ · ネスC・ノブロックS・ブロシアスD・ジーターC・カーティスB・ウィリアムスP・オニールD・ストロベリー | 5                        | DH                       | B・ハスキー              | 右                       | B・セイバーヘイゲンJ・バリテックM・スタンリーJ・オファーマンJ・バレン · ティンN・ガルシアパーラT・オレアリーD・ビュフォードD・ルイスB・ハスキー |
| 6                        | DH                       | D・ストロベリー          | 左                       | A・ペティットJ・ジラルディT・マルティ · ネスC・ノブロックS・ブロシアスD・ジーターC・カーティスB・ウィリアムスP・オニールD・ストロベリー | 6                        | 左                       | T・オレアリー            | 左                       | B・セイバーヘイゲンJ・バリテックM・スタンリーJ・オファーマンJ・バレン · ティンN・ガルシアパーラT・オレアリーD・ビュフォードD・ルイスB・ハスキー |
| 7                        | 三                       | S・ブロシアス            | 右                       | A・ペティットJ・ジラルディT・マルティ · ネスC・ノブロックS・ブロシアスD・ジーターC・カーティスB・ウィリアムスP・オニールD・ストロベリー | 7                        | 捕                       | J・バリテック            | 両                       | B・セイバーヘイゲンJ・バリテックM・スタンリーJ・オファーマンJ・バレン · ティンN・ガルシアパーラT・オレアリーD・ビュフォードD・ルイスB・ハスキー |
| 8                        | 左                       | C・カーティス            | 右                       | A・ペティットJ・ジラルディT・マルティ · ネスC・ノブロックS・ブロシアスD・ジーターC・カーティスB・ウィリアムスP・オニールD・ストロベリー | 8                        | 右                       | D・ルイス                | 右                       | B・セイバーヘイゲンJ・バリテックM・スタンリーJ・オファーマンJ・バレン · ティンN・ガルシアパーラT・オレアリーD・ビュフォードD・ルイスB・ハスキー |
| 9                        | 捕                       | J・ジラルディ            | 右                       | A・ペティットJ・ジラルディT・マルティ · ネスC・ノブロックS・ブロシアスD・ジーターC・カーティスB・ウィリアムスP・オニールD・ストロベリー | 9                        | 中                       | D・ビュフォード          | 右                       | B・セイバーヘイゲンJ・バリテックM・スタンリーJ・オファーマンJ・バレン · ティンN・ガルシアパーラT・オレアリーD・ビュフォードD・ルイスB・ハスキー |
| 先発投手                 | 先発投手                 | 先発投手                 | 投球                     | A・ペティットJ・ジラルディT・マルティ · ネスC・ノブロックS・ブロシアスD・ジーターC・カーティスB・ウィリアムスP・オニールD・ストロベリー | 先発投手                 | 先発投手                 | 先発投手                 | 投球                     | B・セイバーヘイゲンJ・バリテックM・スタンリーJ・オファーマンJ・バレン · ティンN・ガルシアパーラT・オレアリーD・ビュフォードD・ルイスB・ハスキー |
| A・ペティット            | A・ペティット            | A・ペティット            | 左                       | A・ペティットJ・ジラルディT・マルティ · ネスC・ノブロックS・ブロシアスD・ジーターC・カーティスB・ウィリアムスP・オニールD・ストロベリー | B・セイバーヘイゲン      | B・セイバーヘイゲン      | B・セイバーヘイゲン      | 右                       | B・セイバーヘイゲンJ・バリテックM・スタンリーJ・オファーマンJ・バレン · ティンN・ガルシアパーラT・オレアリーD・ビュフォードD・ルイスB・ハスキー |

### 第5戦 10月18日
- フェンウェイ・パーク（マサチューセッツ州ボストン）

|                          | 1 | 2 | 3 | 4 | 5 | 6 | 7 | 8 | 9 | R | H  | E |
| ------------------------ | - | - | - | - | - | - | - | - | - | - | -- | - |
| ニューヨーク・ヤンキース | 2 | 0 | 0 | 0 | 0 | 0 | 2 | 0 | 2 | 6 | 11 | 1 |
| ボストン・レッドソックス | 0 | 0 | 0 | 0 | 0 | 0 | 0 | 1 | 0 | 1 | 5  | 2 |

1. 勝利：オーランド・ヘルナンデス（1勝）
2. セーブ：ラミロ・メンドーサ（1S）
3. 敗戦：ケント・マーカー（1敗）
4. 本塁打
NYY：デレク・ジーター1号2ラン、ホルヘ・ポサダ1号2ラン
BOS：ジェイソン・バリテック1号ソロ
5. 審判
［球審］デイル・スコット
［塁審］一塁: ティム・チダ、二塁: ティム・マクレランド、三塁: ダン・モリソン
［外審］左翼: リック・リード、右翼: アル・クラーク
6. 試合開始時刻: 東部夏時間（UTC-4）午後8時17分  試合時間: 4時間9分  観客: 3万3589人  気温: 49°F（9.4°C）
詳細: Baseball-Reference.com

| ニューヨーク・ヤンキース | ニューヨーク・ヤンキース | ニューヨーク・ヤンキース | ニューヨーク・ヤンキース | ニューヨーク・ヤンキース | ボストン・レッドソックス | ボストン・レッドソックス | ボストン・レッドソックス | ボストン・レッドソックス | ボストン・レッドソックス |
| ------------------------ | ------------------------ | ------------------------ | ------------------------ | --- | ------------------------ | ------------------------ | ------------------------ | ------------------------ | --- |
| 打順                     | 守備                     | 選手                     | 打席                     | O・ヘルナンデスJ・ポサダT・マルティ · ネスC・ノブロックS・ブロシアスD・ジーターS・スペンサーB・ウィリアムスP・オニールC・デービス | 打順                     | 守備                     | 選手                     | 打席                     | K・マーカーJ・バリテックM・スタンリーJ・オファーマンJ・バレン · ティンN・ガルシアパーラT・オレアリーD・ルイスT・ニクソンB・ドーバック |
| 1                        | 二                       | C・ノブロック            | 右                       | O・ヘルナンデスJ・ポサダT・マルティ · ネスC・ノブロックS・ブロシアスD・ジーターS・スペンサーB・ウィリアムスP・オニールC・デービス | 1                        | 二                       | J・オファーマン          | 両                       | K・マーカーJ・バリテックM・スタンリーJ・オファーマンJ・バレン · ティンN・ガルシアパーラT・オレアリーD・ルイスT・ニクソンB・ドーバック |
| 2                        | 遊                       | D・ジーター              | 右                       | O・ヘルナンデスJ・ポサダT・マルティ · ネスC・ノブロックS・ブロシアスD・ジーターS・スペンサーB・ウィリアムスP・オニールC・デービス | 2                        | 三                       | J・バレンティン          | 右                       | K・マーカーJ・バリテックM・スタンリーJ・オファーマンJ・バレン · ティンN・ガルシアパーラT・オレアリーD・ルイスT・ニクソンB・ドーバック |
| 3                        | 右                       | P・オニール              | 左                       | O・ヘルナンデスJ・ポサダT・マルティ · ネスC・ノブロックS・ブロシアスD・ジーターS・スペンサーB・ウィリアムスP・オニールC・デービス | 3                        | 捕                       | J・バリテック            | 両                       | K・マーカーJ・バリテックM・スタンリーJ・オファーマンJ・バレン · ティンN・ガルシアパーラT・オレアリーD・ルイスT・ニクソンB・ドーバック |
| 4                        | 中                       | B・ウィリアムス          | 両                       | O・ヘルナンデスJ・ポサダT・マルティ · ネスC・ノブロックS・ブロシアスD・ジーターS・スペンサーB・ウィリアムスP・オニールC・デービス | 4                        | 遊                       | N・ガルシアパーラ        | 右                       | K・マーカーJ・バリテックM・スタンリーJ・オファーマンJ・バレン · ティンN・ガルシアパーラT・オレアリーD・ルイスT・ニクソンB・ドーバック |
| 5                        | DH                       | C・デービス              | 両                       | O・ヘルナンデスJ・ポサダT・マルティ · ネスC・ノブロックS・ブロシアスD・ジーターS・スペンサーB・ウィリアムスP・オニールC・デービス | 5                        | 左                       | T・オレアリー            | 左                       | K・マーカーJ・バリテックM・スタンリーJ・オファーマンJ・バレン · ティンN・ガルシアパーラT・オレアリーD・ルイスT・ニクソンB・ドーバック |
| 6                        | 一                       | T・マルティネス          | 左                       | O・ヘルナンデスJ・ポサダT・マルティ · ネスC・ノブロックS・ブロシアスD・ジーターS・スペンサーB・ウィリアムスP・オニールC・デービス | 6                        | 一                       | M・スタンリー            | 右                       | K・マーカーJ・バリテックM・スタンリーJ・オファーマンJ・バレン · ティンN・ガルシアパーラT・オレアリーD・ルイスT・ニクソンB・ドーバック |
| 7                        | 捕                       | J・ポサダ                | 両                       | O・ヘルナンデスJ・ポサダT・マルティ · ネスC・ノブロックS・ブロシアスD・ジーターS・スペンサーB・ウィリアムスP・オニールC・デービス | 7                        | DH                       | B・ドーバック            | 左                       | K・マーカーJ・バリテックM・スタンリーJ・オファーマンJ・バレン · ティンN・ガルシアパーラT・オレアリーD・ルイスT・ニクソンB・ドーバック |
| 8                        | 左                       | S・スペンサー            | 右                       | O・ヘルナンデスJ・ポサダT・マルティ · ネスC・ノブロックS・ブロシアスD・ジーターS・スペンサーB・ウィリアムスP・オニールC・デービス | 8                        | 中                       | D・ルイス                | 右                       | K・マーカーJ・バリテックM・スタンリーJ・オファーマンJ・バレン · ティンN・ガルシアパーラT・オレアリーD・ルイスT・ニクソンB・ドーバック |
| 9                        | 三                       | S・ブロシアス            | 右                       | O・ヘルナンデスJ・ポサダT・マルティ · ネスC・ノブロックS・ブロシアスD・ジーターS・スペンサーB・ウィリアムスP・オニールC・デービス | 9                        | 右                       | T・ニクソン              | 左                       | K・マーカーJ・バリテックM・スタンリーJ・オファーマンJ・バレン · ティンN・ガルシアパーラT・オレアリーD・ルイスT・ニクソンB・ドーバック |
| 先発投手                 | 先発投手                 | 先発投手                 | 投球                     | O・ヘルナンデスJ・ポサダT・マルティ · ネスC・ノブロックS・ブロシアスD・ジーターS・スペンサーB・ウィリアムスP・オニールC・デービス | 先発投手                 | 先発投手                 | 先発投手                 | 投球                     | K・マーカーJ・バリテックM・スタンリーJ・オファーマンJ・バレン · ティンN・ガルシアパーラT・オレアリーD・ルイスT・ニクソンB・ドーバック |
| O・ヘルナンデス          | O・ヘルナンデス          | O・ヘルナンデス          | 右                       | O・ヘルナンデスJ・ポサダT・マルティ · ネスC・ノブロックS・ブロシアスD・ジーターS・スペンサーB・ウィリアムスP・オニールC・デービス | K・マーカー              | K・マーカー              | K・マーカー              | 左                       | K・マーカーJ・バリテックM・スタンリーJ・オファーマンJ・バレン · ティンN・ガルシアパーラT・オレアリーD・ルイスT・ニクソンB・ドーバック |